# Rede Sustentabilidade
A Rede Sustentabilidade (REDE) é um partido político brasileiro liderado por Marina Silva. Com figuras que vão da centro-esquerda à esquerda socialista, o partido se autodefine como "Sustentabilista, progressista, humanista e ambientalista". Teve seu registro definitivo concedido em 22 de setembro de 2015.
Em sua primeira tentativa de registro como partido político, o então movimento teve negado registro e assim o direito a concorrer às eleições de 2014 pelo Tribunal Superior Eleitoral (TSE), que julgou, em outubro de 2013, a inautenticidade das 496 mil assinaturas necessárias para sua oficialização.
No entanto, o grupo conquistou força política nas projeções do cenário político eleitoral de 2014, o que resultou em uma aliança estratégica com o Partido Socialista Brasileiro (PSB). Em abril de 2025 o partido possuía 56.526 filiados.

## História

### Antecedentes

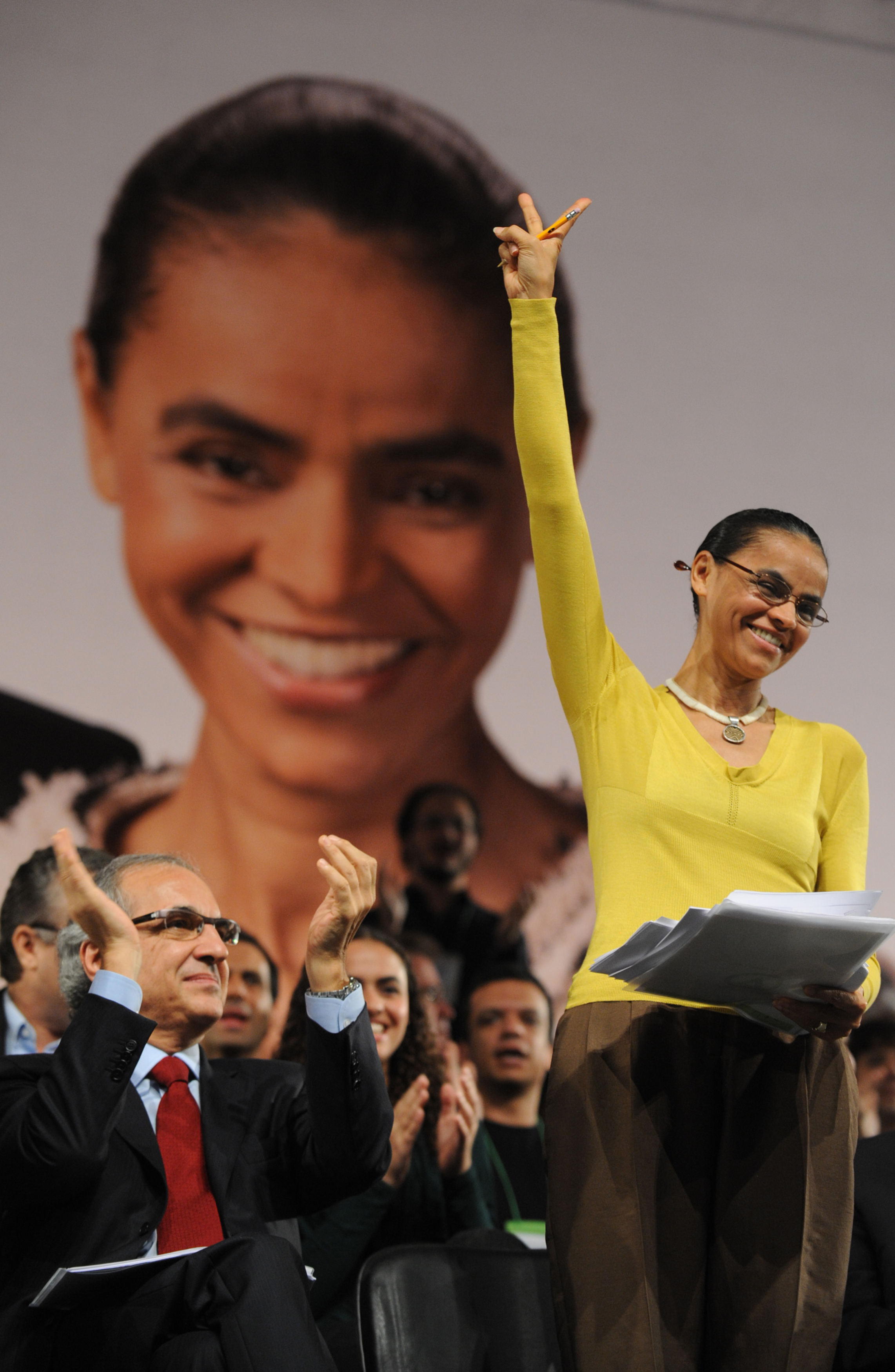
Marina Silva, a principal liderança da Rede Sustentabilidade.

Marina Silva, ex-ministra do Meio Ambiente e ex-senadora, candidatou-se a presidente na eleição presidencial de 2010 pelo Partido Verde (PV). Ela recebeu 19,6 milhões de votos e ficou na terceira colocação. Em junho de 2011, Marina desfiliou-se do Partido Verde já com a intenção de criar um novo partido político. Em seu anúncio de despedida do partido, declarou: "A experiência no PV serviu para sentir até que ponto o sistema político brasileiro está empedernido e sem capacidade de abrir-se para sua própria renovação."
No início de novembro de 2011, Marina começou a consolidar seu projeto político para as eleições de 2012 e 2014. O Movimento por uma Nova Política, criado por Marina com o objetivo declarado de incentivar discussões sobre novas formas de fazer política, foi considerado um "embrião de um futuro partido" da ex-presidenciável.  Oficialmente, Marina declarou que o movimento não tinha objetivo partidário nem eleitoral.
Nas eleições municipais de 2012, Marina declarou apoio a candidatos de diferentes partidos, como o Partido dos Trabalhadores (PT), Partido Democrático Trabalhista (PDT) e Partido Socialista Brasileiro (PSB). Em novembro daquele ano, o jornal O Globo publicou uma matéria afirmando que Marina estaria "sem rumo para 2014" e que estaria enfrentando dificuldades para a criação de seu novo partido. Ao ser questionada pelo O Globo quanto a criação de um novo partido, afirmou: "Isso está em discussão, as pessoas estão pressionando, mas tenho muita dúvida quanto a esse desfecho. Um partido não se faz só em função de eleição, e sim de um projeto, e só tem sentido se esse projeto estiver à altura dos desafios do século XXI."

### Fundação
O partido Rede Sustentabilidade foi fundado oficialmente em 16 de fevereiro de 2013, num encontro, batizado de Encontro Nacional da Rede Pró Partido, que aconteceu em Brasília. O evento contou com a participação da ex-senadora e vereadora de Maceió Heloísa Helena, dos deputados Alfredo Sirkis, Walter Feldman, Domingos Dutra, do vereador da cidade de São Paulo Ricardo Young, do vereador ex-PCB, Nelson Souza e do Secretário de Meio Ambiente e Sustentabilidade de Pernambuco Sérgio Xavier, dentre outros.
O evento de fundação da Rede recebeu o slogan de "Rede Pró-Partido" e estiveram presentes cerca de 1,5 mil pessoas. Quando a Rede foi fundada, Marina já era anunciada como uma possível candidata pela Rede Sustentabilidade à presidência da República nas eleições de 2014.
Em uma entrevista ao programa Roda Viva, Marina negou que estava criando a Rede apenas para concorrer a presidência. Ela declarou que a disputa pela presidência seria apenas um possibilidade e que o registro definitivo dependia de uma "batalha jurídica".
O nome "Rede" foi escolhido através de sugestões feitas em fóruns da internet. Um pequeno grupo formado por apoiadores avaliaram as sugestões e escolheram a que consideravam o nome mais adequado. Segundo Marina Silva, "o nome que vamos registrar é Rede porque vamos ser uma rede que dialoga com diferentes setores da sociedade." Ainda de acordo com ela, a "rede" também representa que serão utilizados as redes tecnológicas, interpessoais e das instituições para transmitir as ideias do partido.

### Primeira etapa de recolhimento de assinaturas (2013–2014) e rejeição ao registro eleitoral

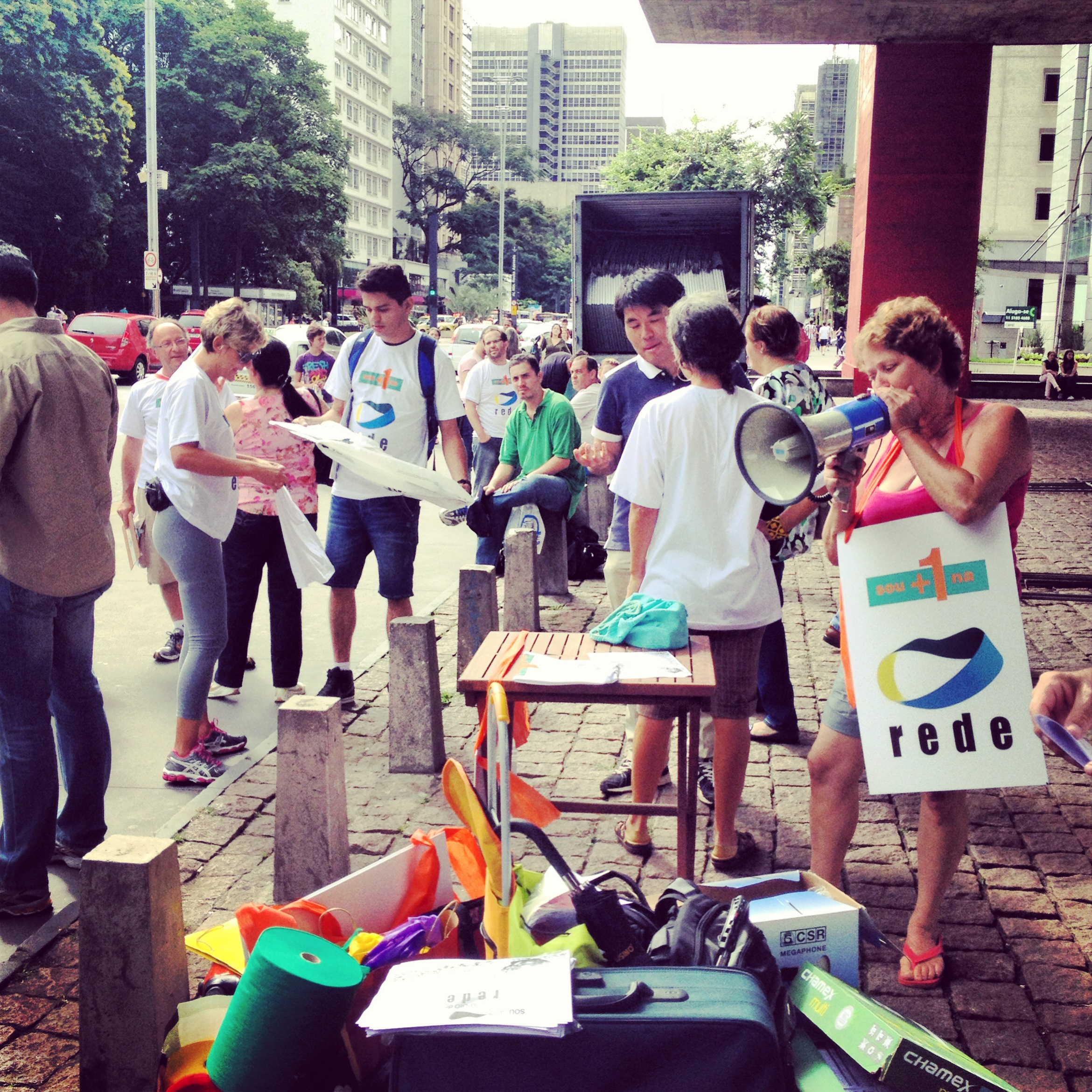
Simpatizantes da Rede organizam mutirão de assinaturas no Museu de Arte de São Paulo, fevereiro de 2013.

A Rede acreditava que até maio de 2013 seria possível alcançar as quinhentas mil assinaturas requeridas pelo Tribunal Superior Eleitoral (TSE) para que virasse oficialmente um partido e disputasse as eleições de 2014. O movimento desejava recolher as assinaturas necessárias em pelo menos nove unidades federativas para que o Tribunal Superior Eleitoral concedesse seu registro legal. O prazo limite para a criação de novos partidos que pretendiam concorrer nas eleições de 2014 era de 5 de outubro de 2013.
Em junho de 2013, a Rede anunciou que já possuía mais de meio milhão de assinaturas para se registrar na Justiça Eleitoral. Para garantir a viabilização do processo, os organizadores buscaram obter uma margem de segurança de trezentos mil nomes coletados a mais. A estimativa era de que poderia haver uma perda de até 40% das assinaturas.
Enquanto isso, no primeiro semestre de 2013, um projeto de lei 4470 de 2012 defendido pelo governo visava inibir a criação de novos partidos no Brasil, restringindo-lhes o acesso ao dinheiro do fundo partidário e ao tempo de propaganda gratuita em rádio e televisão. Em 23 de abril, a Câmara dos Deputados aprovou o projeto de lei por 188-74. Em junho, a matéria foi parar no Supremo Tribunal Federal (STF), onde o ministro Gilmar Mendes afirmou que o projeto de lei que tramitava no Congresso Nacional era uma iniciativa para impedir a candidatura de Marina Silva à presidência em 2014 e o chamou de "anti-Marina Silva". O STF chegou a interferir no projeto que estava em tramitação no Congresso, com uma liminar concedida por Gilmar.

Sobre a possibilidade de arquivamento do projeto lei e sobre o voto do ministro Gilmar Mendes, relator que defendia o arquivamento, Marina declarou: "Na verdade, o voto do relator tenta reparar o casuísmo e o verdadeiro atropelamento que foi o processo legislativo na votação dessa lei, estabelecendo que há um desrespeito à nossa Constituição e também à nossa democracia. O voto estabelece o direito das minorias de também poderem se organizar e a liberdade da organização partidária."

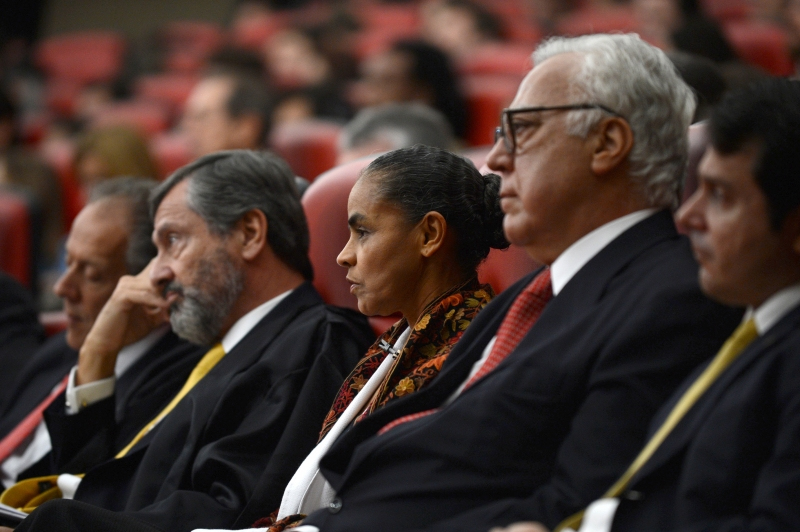
Membros da Rede durante a sessão do TSE que negou a concessão do registro de partido político.

No entanto, em junho, o pleno do Supremo Tribunal derrubou a liminar concedida, e o Congresso voltou a poder discutir a tramitação do projeto. Alguns parlamentares criticaram o projeto, afirmando que ele era inconstitucional e que não poderia valer para as eleições de 2014. Após a aprovação pelo Senado Federal, a presidente Dilma Rousseff sancionou o PL 4470/12 no final de outubro de 2013.
Em 3 de outubro de 2013, o Tribunal Superior Eleitoral negou o registro ao partido com seis votos contrários e um a favor. Como justificativa, os ministros afirmaram que a Rede não havia atingido o objetivo que a justiça eleitoral exige de colher 492 mil assinaturas, uma vez que muitas delas foram impugnadas pelos cartórios eleitorais. Foram validadas 442.525 assinaturas, faltando assim outras 49 mil para atingir o mínimo exigido. O tribunal alterou o status do pedido de criação da legenda para em "diligência", permitindo que a Rede apresentasse mais assinaturas.
Após o encerramento da sessão do TSE, Marina declarou a Rede Sustentabilidade continuaria sendo um projeto político. Ela também afirmou que o registro de partido político era "questão de tempo". Alguns parlamentares criticaram a decisão judicial, afirmando que o processo de recolhimento das assinaturas era legal. A Rede anunciou que continuaria buscando o registro do partido político, mesmo sem poder disputar as eleições em 2014.

### Filiações ao PSB e eleições de 2014
Logo após o registro da legenda ser indeferido, sete partidos políticos se dispuseram a aceitar a filiação de Marina. A poucas horas do prazo limite para poder se candidatar nas eleições de 2014, ela anunciou sua filiação ao Partido Socialista Brasileiro (PSB), afirmando que o ato seria uma "filiação simbólica" por considerar que o PSB reconhecia a Rede como um partido político legítimo. A filiação de Marina foi interpretada como uma possível candidatura como vice-presidente de Eduardo Campos, então governador de Pernambuco que era considerado um provável candidato a presidente em 2014. Campos e Marina afirmaram que a Rede era o "primeiro partido clandestino criado em plena democracia" e Marina também declarou que não estava pleiteando a candidatura a presidente pelo PSB. Naquela época, ela estava em segundo lugar nas pesquisas de intenção de voto.

Além de Marina, outros políticos da Rede também se filiaram ao PSB e a outros partidos. Pouco mais de cem integrantes filiaram-se a outros partidos para concorrerem nas eleições de 2014. Destes, a maioria (68%) escolheu o PSB. A Rede autorizou seus integrantes a apoiarem os partidos que desejassem nas eleições estaduais e o PSB decidiu não recorrer à fidelidade partidária para assegurar os mandatos de candidatos eleitos pelo partido que futuramente se filiarem a Rede.

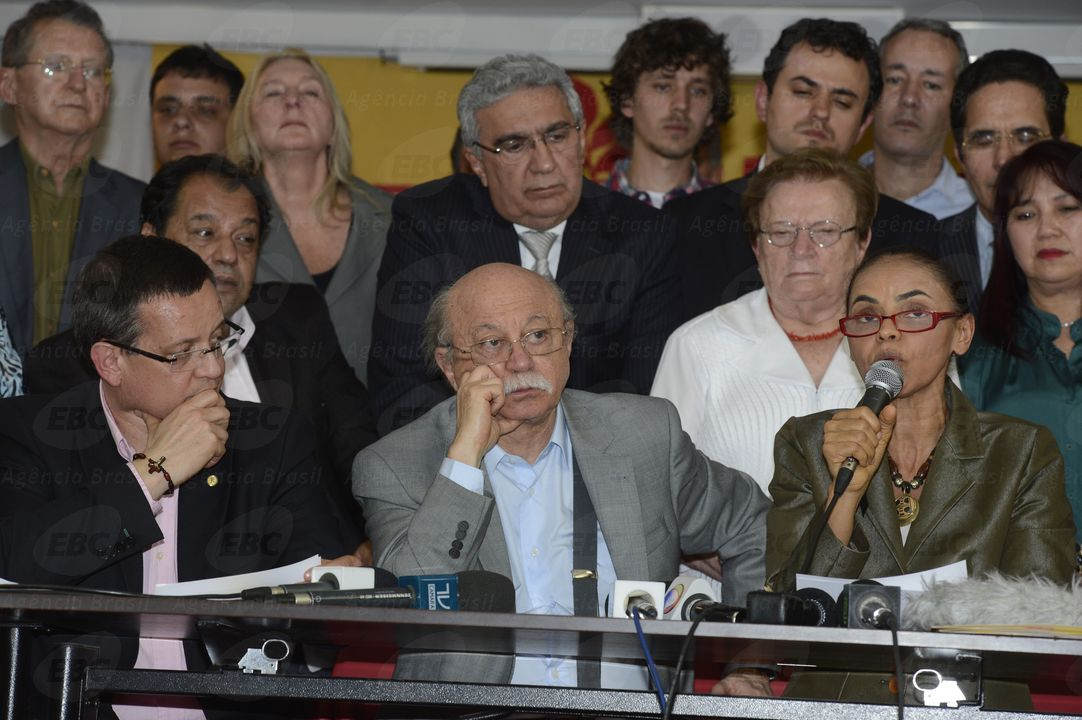
Marina Silva é anunciada candidata a presidente pelo PSB, 20 de agosto de 2014.

Em 14 de abril de 2014, Marina anunciou que aceitou o convite para ser candidata a vice-presidente de Eduardo Campos, candidato à presidência nas eleições presidenciais daquele ano. Naquele mês, o Ibope divulgou uma pesquisa indicando que Marina tinha 27% das intenções de votos se fosse candidata a presidente, enquanto Campos teria 10%. Em junho, foi oficializado a candidatura Campos–Marina, que também teve o apoio formal de outros cinco partidos.
A Rede e o PSB manifestaram divergência em relação a algumas alianças estaduais, sobretudo em São Paulo, Minas Gerais, Rio de Janeiro e Paraná. Em São Paulo, a Rede rompeu com Eduardo Campos e anunciou que não apoiaria a reeleição do governador tucano Geraldo Alckmin. A nível nacional também houve dificuldades entre os partidos da aliança. O presidente do PPS, Roberto Freire, declarou que "o PPS apoia, mas não segue Marina Silva. Apoia porque ela é vice, está com Eduardo Campos, que apoiamos. Mas não segue Marina".
Em 13 de agosto, Eduardo Campos morreu em um acidente aéreo ocorrido em Santos. Uma semana depois, Marina foi oficializada candidata a presidente pelo PSB em união a Rede e aos outros partidos que apoiavam Campos. Marina anunciou que manteria as alianças que Campos havia feito, mesmo as que discordava, mas que não iria subir a palanques de aliados do partido em São Paulo, Rio de Janeiro e Paraná. A entrada de Marina como candidata a presidente causou divergências no PSB e a coordenação da campanha foi alterada. Em uma eleição marcada por reviravoltas, ela acabou em terceiro lugar com 22,1 milhões de votos (21,32%). No segundo turno, Marina declarou apoio ao senador Aécio Neves (PSDB), apesar das resistências internas. O apoio de Marina a Aécio gerou atritos na Rede, causando a saída de alguns integrantes, entre eles membros da Direção Nacional e representantes estaduais. Oficialmente, a Rede anunciou que liberava o militantes a votarem em Aécio, branco ou nulo. No entanto, alguns integrantes afirmaram que Aécio e Dilma não representavam o grupo e que eles seguiriam independentes no segundo turno.

### Segunda etapa de recolhimento de assinaturas (2014–2015) e obtenção do registro eleitoral
No início de novembro de 2014, a Rede Sustentabilidade voltou a coletar assinaturas com a meta de atingir novos cem mil apoios até o final daquele ano. Na época, o movimento anunciou que pretendia lançar candidaturas próprias nas principais capitais do país nas eleições de 2016. A partir de janeiro de 2015, a Rede passou a realizar mutirões em todo o país para coletar mais assinaturas. Em março de 2015, o porta-voz Basileu Margarido declarou que a Rede tinha atingido o número de assinaturas suficientes para o registro no TSE. Naquele mesmo mês, o ministro do TSE, Dias Toffoli, a pedido da Rede, desarquivou o processo de registro.
Em abril de 2015, a Rede anunciou através de uma nota que o ex-presidente do STF Sepúlveda Pertence passaria acompanhar a tramitação do pedido de registro, substituindo Torquato Jardim, ex-ministro do TSE. No entanto, Pertence negou a informação, afirmando que ele ainda não havia confirmado se iria defender a Rede nos tribunais.
De acordo com a lei 4470/12, no momento em que for oficializada, a agremiação não terá direito imediato ao tempo de televisão e ao fundo partidário. Se o movimento não conseguisse o registro até outubro de 2015, não poderia participar como partido das eleições municipais de 2016.
Embora os membros mais presentes da Rede afirmem que o objetivo do grupo é transformar o movimento em um partido político, existe uma corrente de integrantes que defendem a união da Rede a outros partidos existentes para formar uma força política de porte médio. A ala defende que a Rede se una ao PSB, PPS, PV e aos outros partidos que apoiaram Marina em 2014.
Em 22 de setembro de 2015, a Rede Sustentabilidade obteve o seu registro definitivo no TSE e recebeu o número 18. Na mesma semana, seis congressistas filiaram-se ao novo partido: o senador Randolfe Rodrigues (AP, ex-PSOL), e os deputados Miro Teixeira (RJ, ex-PROS), Alessandro Molon (RJ, ex-PT), Aliel Machado (PR, ex-PCdoB), João Derly (RS, ex-PCdoB) e a deputada Eliziane Gama (MA, ex-PPS). Com isso a Rede ganhou o status de bancada na Câmara dos Deputados.

### Atuação desde 2015
A REDE foi autora da ação que pede que réus saiam da linha sucessória da Presidência da República, que foi aceita em 3 de novembro de 2016 pelo Supremo Tribunal Federal (STF). O relator da ação, o ministro Marco Aurélio, iniciou a votação favorável à proibição de que réus ocupem os cargos da linha sucessória da Presidência da República. "Aqueles que figurem como réu em processo crime no Supremo Tribunal Federal não podem ocupar cargo cujas atribuições constitucionais incluam a substituição do presidente da República", afirmou o relator. O voto do relator foi seguido pela maioria dos ministros do Supremo.
Em dezembro de 2016, a REDE pediu o afastamento do presidente do Senado Renan Calheiros, do cargo da presidência, baseado na ação sobre sucessão da presidência, decidida pelo STF em 3 de novembro de 2016. Em 5 de dezembro de 2016, o ministro do STF Marco Aurélio Mello decidiu em liminar afastar Renan Calheiros da presidência do Senado, atendendo o pedido da REDE.
Em 2017, o partido lança a campanha "Lava Voto", cujo nome faz alusão à Operação Lava Jato. O objetivo da campanha era estimular os eleitores a votarem somente em candidatos sem escândalos políticos e que não tivessem rejeitado o prosseguimento imediato da primeira denúncia por crime comum contra o presidente Michel Temer. Entretanto, o vídeo da proposta não tratou dos políticos filiados ao partido e que estão com problemas na Justiça. Em maio de 2017, a REDE protocolou no Conselho de Ética da Casa, um pedido de cassação por quebra de decoro parlamentar do senador Aécio Neves, envolvido no esquema de corrupção delatado pelo empresário Joesley Batista, dono da JBS. Por medida cautelar, o Supremo Tribunal Federal (STF) determinou o afastamento de Aécio do cargo de senador. E em 12 de junho de 2017, a REDE entrou com pedido no Supremo Tribunal Federal que anule o julgamento do processo de cassação da chapa Dilma–Temer no Tribunal Superior Eleitoral (TSE). A legenda pediu que um novo julgamento seja feito, dessa vez levando em consideração as informações das delações de ex-executivos da Odebrecht.
Nas eleições municipais de 2020, o partido elege 5 prefeituras e 144 vereadores, sem eleger nenhum prefeito nas capitais como na eleição municipal anterior onde foi reeleito Clécio Luís em Macapá.
Nas eleições gerais de 2022 foram eleitos apenas 2 deputados federais em conjunto com o PSOL que elegeu 12 totalizando 14 no sistema de federação
Nas eleições municipais de 2024, o partido elegeu 4 prefeituras e 172 vereadores, sem eleger nenhum prefeito nas capitais. Foram eleitos vereadores nas capitais São Paulo, Macapá, Belém, Natal e Aracaju. Em outras capitais, a Rede Sustentabilidade figurou na primeira suplència, como em Belo Horizonte, Curitiba e Salvador.

### Congresso de 2025 e disputas internas
Em abril de 2025, a Rede Sustentabilidade realizou seu VI Congresso Nacional, marcado por disputas internas intensas e controvérsias judiciais. A eleição para a nova direção nacional do partido foi contestada pela ala ligada à fundadora Marina Silva, que denunciou irregularidades na escolha de delegados, supressão de instâncias estaduais e violação do princípio da proporcionalidade previsto no estatuto da legenda. A chapa "Rede Vive", apoiada por Marina, ingressou com uma ação judicial pedindo a suspensão do congresso, apontando vícios no processo e alegando fraude. A Justiça inicialmente concedeu liminar favorável à suspensão, mas a decisão foi derrubada poucas horas antes do início do evento, permitindo que o congresso ocorresse sob protestos.
A chapa vencedora foi liderada por Paulo Lamac, ex-vice-prefeito de Belo Horizonte e aliado de Heloísa Helena, que obteve 73,5% dos votos, enquanto a chapa de Marina ficou com 26,5%. A eleição foi criticada por setores da militância e da imprensa por conta do histórico do novo porta-voz: Lamac havia sido condenado por improbidade administrativa em 2018 por promover sua imagem pessoal em boletins pagos com verba pública quando era vereador de Belo Horizonte, tendo seus direitos políticos suspensos por três anos.
Apesar da vitória da chapa liderada por Heloísa Helena, a nova direção nacional foi composta de forma proporcional, permitindo que representantes da ala derrotada, como a nova porta-voz Iaraci Dias, também integrassem a Executiva Nacional.

## Organização
A Rede Sustentabilidade possui representação em todos os 26 estados brasileiros, bem como no Distrito Federal. Cada estado tem um número variável de representantes. A Comissão Executiva Nacional é liderada por dois porta-vozes, sete vogais e dois integrantes de cada uma das sete coordenadorias. Os atuais porta-vozes são Heloísa Helena e Wesley Diógenes. De acordo com o estatuto, os porta-vozes "exercerão as funções de Presidente e Vice-Presidente, com rodízio anual entre eles."
| Deputados(as) federais atuais (1) | Deputados(as) federais atuais (1) | Deputados(as) federais atuais (1) |
| UF | Deputado(a) e Legislaturas        | Imagem                            |
| --- | --------------------------------- | --------------------------------- |
| PE | Túlio Gadelha 56.ª                | Túlio Gadelha                     |
| Observações: Em 2022 a REDE elegeu 2 deputados federais. Marina Silva, eleita deputada federal por São Paulo, assumiu o Ministério do Meio Ambiente e Mudança do Clima, tendo sido convocada a suplente Luciene Cavalcante, do PSOL. Nomes marcados com o símbolo * foram eleitos por outros partidos. |                                   |                                   |

| AP                                                         | Fabrício Furlan    |
| AP                                                         | Victor Amoras      |
| ES                                                         | Fábio Duarte       |
| MG                                                         | Ana Paula Siqueira |
| MG                                                         | Lucas Lasmar       |
| PB                                                         | Chió               |
| SP                                                         | Marina Helou       |
| Observações: Em 2022, a REDE elegeu 6 deputados estaduais. |                    |

| Data      | Filiados | Crescimento anual | Crescimento anual |
| --------- | -------- | ----------------- | ----------------- |
| dez./2015 | 1.576    | 1.576             | +100%             |
| dez./2016 | 17.661   | 16.085            | +1.021%           |
| dez./2017 | 20.687   | 3.026             | +17%              |
| dez./2018 | 23.841   | 3.154             | +14%              |
| dez./2019 | 23.952   | 111               | +0,5%             |
| dez./2020 | 34.235   | 10.283            | +43%              |
| dez./2021 | 33.682   | 553               | -1,6%             |
| dez./2022 | 36.216   | 2.534             | +7,5%             |
| dez./2023 | 42.400   | 6.184             | +17%              |
| dez./2024 | 55.996   | 13.596            | +32%              |

### Programa partidário

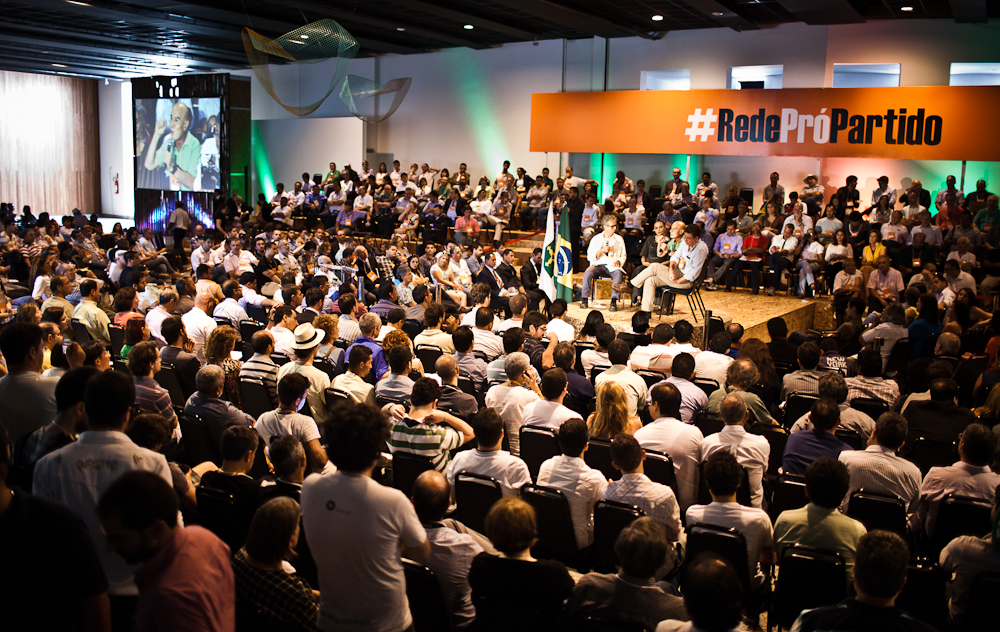
Integrantes da Rede Sustentabilidade durante encontro.

De acordo com um documento registrado em cartório, a Rede Sustentabilidade se declara como "uma associação de cidadãos e cidadãs dispostos a contribuir voluntária e de forma colaborativa para superar o monopólio partidário da representação política institucional, intensificar e melhorar a qualidade da democracia no Brasil e atuar politicamente para prover todos os meios necessários à efetiva participação dos brasileiros e brasileiras nos processos decisórios que levem ao desenvolvimento justo e sustentável da Nação, em todas as suas dimensões".
Em 26 de fevereiro de 2013, dez dias após sua fundação, o primeiro estatuto da Rede foi publicado no Diário Oficial da União. Os onze pontos considerados pela Rede como os principais de seu programa são: revisão do estatuto em dez anos; cláusulas inalteráveis, como defesa da dignidade, das minorias, da transparência, eficiência, da coisa pública e do bem comum; consultas permanentes às bases do partido no formato de plebiscitos; conselho político aberto à sociedade, não necessariamente composto por filiados; possibilidade apenas de uma reeleição para detentores de mandatos parlamentares, salvo em situações em que um plebiscito permitir o contrário; limite de doações de pessoas jurídicas em campanhas e vedação de doações de empresas de bebidas alcoólicas, agrotóxicos, armas e tabacos; transparência total online dos gastos durante a campanha eleitoral; utilização de redes sociais para dinâmica partidária; presença de um ouvidor do partido, com direito à realização de audiências públicas; cotas para negros e índios; e obrigação de que até 30% das candidaturas sejam "cívicas e independentes", de pessoas que não terão a obrigação de participar da dinâmica partidária, mas que tenham interesse em se candidatar.
Em 20 de fevereiro de 2013, foi divulgado o Manifesto Político da Rede Sustentabilidade . Composto por pouco mais de cinco páginas, foi elaborado pelos ideólogos e fundadores do partido, entre os quais estão Heloísa Helena, João Paulo Capobianco e Walter Feldman. O manifesto, que foi publicado em seu site oficial, defende uma "reinvenção" da política e apresenta sua plataforma partidária.

### Posição político-ideológica
No evento de fundação da Rede, Marina declarou que o futuro partido não seria "nem direita, nem esquerda, estamos à frente". Segundo ela, "podemos fazer alianças pontuais. Não precisamos eliminar sonhos. Mas é preciso que fique claro que somos diferentes." A revista Carta Capital acredita que o espectro político da Rede não será a esquerda ou a direita e que o movimento pode se tornar "um partido moderno".
Em 2016, Luiz Eduardo Soares, Miriam Krenzinger, Marcos Rolim, Liszt Vieira, Tite Borges, Carla Rodrigues Duarte e Sonia Bernardes deixaram a Rede Sustentabilidade devido a posição da mesma. Descrevem-na como um partido de reduzida definição política, como uma legião de pessoas de boa vontade e nenhum rumo.
Em 2018, o partido abarcou a candidatura de Júlio Soares (REDE-PR) no Paraná, este sendo o candidato mais jovem do país a disputar o cargo de Deputado Estadual na história.

### Porta-vozes nacionais
Os porta-vozes são eleitos pelo Congresso Nacional do partido. Exercem a função máxima da instância partidária, equivalente a presidência de outros partidos. Desde sua fundação, o partido teve os seguintes porta-vozes:
| Nome                                                          | Mandato                          | Ref.                    |
| ------------------------------------------------------------- | -------------------------------- | ----------------------- |
| Marina Silva e Cássio Martinho                                | Fundação – maio de 2014          | [ 154 ] [ 155 ]         |
| Gabriela Barbosa e Walter Feldman                             | Maio de 2014 – dezembro de 2014  | [ 156 ]                 |
| Gabriela Barbosa e Bazileu Margarido                          | Dezembro de 2014 – março de 2016 | [ 154 ] [ 157 ] [ 158 ] |
| Marina Silva e José Gustavo Favaro Barbosa Silva "Zé Gustavo" | Março de 2016 – abril de 2018    | [ 154 ]                 |
| Laís Garcia e Pedro Ivo                                       | Abril de 2018 – março de 2021    | [ 159 ]                 |
| Heloísa Helena e Wesley Diógenes                              | Março de 2021 – abril de 2025    | [ 160 ]                 |
| Iaraci Dias e Paulo Lamac                                     | Abril de 2025 - atualidade       |                         |

### Fundação partidária
De acordo com o art. 53 da Lei dos Partidos Políticos (Lei nº 9.096/1995), os partidos políticos podem criar fundação ou instituto de direito privado destinada ao estudo e pesquisa, à doutrinação e à educação política. Esta fundação partidária deve ser regida pelas normas do direito civil e terá autonomia para contratar com instituições públicas e privadas, prestar serviços e manter estabelecimentos de acordo com suas finalidades, podendo, ainda, manter intercâmbio com instituições não nacionais.
Em 6 de junho de 2017, a REDE criou sua fundação partidária chamada Fundação Rede Brasil Sustentável que foi presidida pela professora e enfermeira Heloísa Helena, a qual se encontra realizando seminários e cursos pelo país. Posteriormente, a presidência da Fundação foi ocupada pelo antigo porta-voz do partido Zé Gustavo. O atual Diretor-presidente da Fundação é Tacius Fernandes (Amazonas), compondo a atual direitoria: Iza Vicente (Diretora de Formação), Julio Cesar de Sá da Rocha (Diretor de Estudos e Pesquisas),  Ariene Susui (Diretora de Comunicação, Tecnologia Social e Digital) e Pedro Saraiva (Diretor Financeiro). 

## Desempenho eleitoral

### Eleições estaduais
| Eleição       | Mandatos | % | ± |
| ------------- | -------- | - | - |
| Eleições 2018 | 0 / 27   | 0 | — |
| Eleições 2022 | 0 / 27   | 0 | — |

| Eleição       | Mandatos  | %    | ± |
| ------------- | --------- | ---- | - |
| Eleições 2018 | 8 / 1 024 | 0,78 | — |
| Eleições 2022 | 5 / 1 035 | 0,48 | 3 |

| Legislatura      | Bancada | %    | ± |
| ---------------- | ------- | ---- | - |
| 56.ª (2019–2023) | 1 / 513 | 0,19 | — |
| 57.ª (2023–2027) | 2 / 513 | 0,38 | 1 |

| Legislatura      | Bancada | %    | ± |
| ---------------- | ------- | ---- | - |
| 56.ª (2019–2023) | 5 / 81  | 6,17 | — |
| 57.ª (2023–2027) | 1 / 81  | 1,23 | 4 |

Esses números representam o início de cada legislatura, desconsiderando, por exemplo, parlamentares que tenham mudado de partido posteriormente. Entre os senadores, foram considerados os senadores em exercício no início de cada legislatura.
| Participação e desempenho da REDE nas eleições estaduais de 2022 |                                         |                                 |                                                                                  |                                    |                                              |  |
| Candidatos majoritários eleitos. Em negrito estão os candidatos filiados à REDE durante a eleição. Os cargos obtidos na Câmara Federal e nas Assembleias Legislativas são referentes às coligações proporcionais que a REDE compôs. Tais coligações não são necessariamente iguais às coligações majoritárias e geralmente são menores. Não estão listados os futuros suplentes empossados. \| UF \| Candidatos(as) a Governador(a) e a Vice \| Candidatos(as) a Senadores(as) \| Coligação majoritária (governo e senado) \| Deputados(as) federais eleitos(as) \| Deputados(as) estaduais eleitos(as) \| \| \| -- \| --------------------------------------- \| ------------------------------- \| -------------------------------------------------------------------------------- \| ---------------------------------- \| -------------------------------------------- \| \| \| AC \| Professor Nilson (PSOL) \| Sanderson Moura (PSOL) \| Fed. PSOL REDE \| ninguém \| ninguém \| \| \| AC \| Jane Rosas (PSOL) \| Sanderson Moura (PSOL) \| Fed. PSOL REDE \| ninguém \| ninguém \| \| \| AL \| Cícero Albuquerque (PSOL) \| Mário Agra (PSOL) \| Fed. PSOL REDE \| ninguém \| ninguém \| \| \| AL \| Eliane Silva (PSOL) \| Mário Agra (PSOL) \| Fed. PSOL REDE \| ninguém \| ninguém \| \| \| AM \| Israel Tuyuka (PSOL) \| Marília Freire (PSOL) \| Fed. PSOL REDE \| \| ninguém \| \| \| AM \| Thomaz Barbosa (PSOL) \| Marília Freire (PSOL) \| Fed. PSOL REDE \| \| ninguém \| \| \| AP \| ninguém \| João Capiberibe (PSB) \| Fed. PSOL REDE / PSB / FE Brasil (PT/PCdoB/PV) \| ninguém \| Victor Amoras (REDE) Fabricio Furlan (REDE) \| \| \| BA \| Kleber Rosa (PSOL) \| Tâmara Azevedo (PSOL) \| Fed. PSOL REDE \| ninguém \| ninguém \| \| \| BA \| Ronaldo Mansur (PSOL) \| Tâmara Azevedo (PSOL) \| Fed. PSOL REDE \| ninguém \| ninguém \| \| \| CE \| Elmano de Freitas (PT) \| Camilo Santana (PT) \| Fed. PSOL REDE, FE Brasil (PT/PCdoB/PV) / MDB / PP / PODE / Solidariedade / PRTB \| ninguém \| ninguém \| \| \| CE \| Jade Romero (MDB) \| Camilo Santana (PT) \| Fed. PSOL REDE, FE Brasil (PT/PCdoB/PV) / MDB / PP / PODE / Solidariedade / PRTB \| ninguém \| ninguém \| \| \| DF \| Keka Bagno (PSOL) \| Pedro Ivo (REDE) \| Fed. PSOL REDE \| ninguém \| ninguém \| \| \| DF \| Toni de Castro (PSOL) \| Pedro Ivo (REDE) \| Fed. PSOL REDE \| ninguém \| ninguém \| \| \| ES \| Audifax Barcelos (REDE) \| Nelson Júnior (Avante) \| Fed. PSOL REDE / Solidariedade / Avante / PROS \| ninguém \| ninguém \| \| \| ES \| Tenente Andressa (Solidariedade) \| Nelson Júnior (Avante) \| Fed. PSOL REDE / Solidariedade / Avante / PROS \| ninguém \| ninguém \| \| \| GO \| Cintia Dias (PSOL) \| Manu Jacob (PSOL) \| Fed. PSOL REDE \| ninguém \| ninguém \| \| \| GO \| Edson Braz (REDE) \| Manu Jacob (PSOL) \| Fed. PSOL REDE \| ninguém \| ninguém \| \| \| MA \| Enilton Rodrigues (PSOL) \| Antonia Cariongo (PSOL) \| Fed. PSOL REDE \| ninguém \| ninguém \| \| \| MA \| Pedra Celestina (PSOL) \| Antonia Cariongo (PSOL) \| Fed. PSOL REDE \| ninguém \| ninguém \| \| \| MG \| Lorene Figueiredo (PSOL) \| Sara Azevedo (PSOL) \| Fed. PSOL REDE \| ninguém \| Lucas Lasmar (REDE)Ana Paula Siqueira (REDE) \| \| \| MG \| Ana Azevedo (PSOL) \| Sara Azevedo (PSOL) \| Fed. PSOL REDE \| ninguém \| Lucas Lasmar (REDE)Ana Paula Siqueira (REDE) \| \| \| MS \| Adônis Marcos (PSOL) \| Anizio Tocchio (PSOL) \| Fed. PSOL REDE \| ninguém \| ninguém \| \| \| MS \| Ilmo Cândido de Oliveira (REDE) \| Anizio Tocchio (PSOL) \| Fed. PSOL REDE \| ninguém \| ninguém \| \| \| MT \| Moisés Franz (PSOL) \| José Roberto (PSOL) \| Fed. PSOL REDE \| ninguém \| ninguém \| \| \| MT \| Frank Melo (PSOL) \| José Roberto (PSOL) \| Fed. PSOL REDE \| ninguém \| ninguém \| \| \| PA \| Adolfo Neto (PSOL) \| apoio informal à Beto Faro (PT) \| Fed. PSOL REDE \| ninguém \| ninguém \| \| \| PA \| Vera Rodrigues (PSOL) \| apoio informal à Beto Faro (PT) \| Fed. PSOL REDE \| ninguém \| ninguém \| \| \| PB \| Adjany Simplício (PSOL) \| Alexandre Soares (PSOL) \| Fed. PSOL REDE / UP \| ninguém \| Chió (REDE) \| \| \| PB \| Jardel Queiroz (UP) \| Alexandre Soares (PSOL) \| Fed. PSOL REDE / UP \| ninguém \| Chió (REDE) \| \| \| PE \| João Arnaldo (PSOL) \| Eugênia Lima (PSOL) \| Fed. PSOL REDE \| Túlio Gadêlha (REDE) \| ninguém \| \| \| PE \| Alice Gabino (REDE) \| Eugênia Lima (PSOL) \| Fed. PSOL REDE \| Túlio Gadêlha (REDE) \| ninguém \| \| \| PI \| Madalena Nunes (PSOL) \| George Magno (PSOL) \| Fed. PSOL REDE \| ninguém \| ninguém \| \| \| PI \| Cynthia Falcão (PSOL) \| George Magno (PSOL) \| Fed. PSOL REDE \| ninguém \| ninguém \| \| \| PR \| Ângela Machado (PSOL) \| Laerson Matias (PSOL) \| Fed. PSOL REDE \| ninguém \| ninguém \| \| \| PR \| Sérgio Nakatani (REDE) \| Laerson Matias (PSOL) \| Fed. PSOL REDE \| ninguém \| ninguém \| \| \| RJ \| Marcelo Freixo (PSB) \| Alessandro Molon (PSB) \| Fed. PSOL REDE / PSB / Fed. PSDB Cidadania / FE Brasil (PT/PCdoB/PV) \| ninguém \| ninguém \| \| \| RJ \| César Maia (PSDB) \| Alessandro Molon (PSB) \| Fed. PSOL REDE / PSB / Fed. PSDB Cidadania / FE Brasil (PT/PCdoB/PV) \| ninguém \| ninguém \| \| \| RN \| Danniel Morais (PSOL) \| Freitas Jr. (PSOL) \| Fed. PSOL REDE \| ninguém \| ninguém \| \| \| RN \| Ronaldo Tavares (PSOL) \| Freitas Jr. (PSOL) \| Fed. PSOL REDE \| ninguém \| ninguém \| \| \| RO \| Pimenta de Rondônia (PSOL) \| ninguém \| Fed. PSOL REDE \| ninguém \| ninguém \| \| \| RO \| Michele Tolentino (PSOL) \| ninguém \| Fed. PSOL REDE \| ninguém \| ninguém \| \| \| RR \| Fábio Almeida (PSOL) \| Bartô Macuxi (PSOL) \| Fed. PSOL REDE \| ninguém \| ninguém \| \| \| RR \| Francisco Wapichana (PSOL) \| Bartô Macuxi (PSOL) \| Fed. PSOL REDE \| ninguém \| ninguém \| \| \| RS \| Edegar Pretto (PT) \| Olívio Dutra (PT) \| Fed. PSOL REDE / FE Brasil (PT/PCdoB/PV) \| ninguém \| ninguém \| \| \| RS \| Pedro Ruas (PSOL) \| Olívio Dutra (PT) \| Fed. PSOL REDE / FE Brasil (PT/PCdoB/PV) \| ninguém \| ninguém \| \| \| SC \| ninguém \| Afrânio Boppré (PSOL) \| Fed. PSOL REDE \| ninguém \| ninguém \| \| \| SE \| Niully Campos (PSOL) \| Henri Clay (PSOL) \| Fed. PSOL REDE \| ninguém \| ninguém \| \| \| SE \| Demétrio Varjão (PSOL) \| Henri Clay (PSOL) \| Fed. PSOL REDE \| ninguém \| ninguém \| \| \| SP \| Fernando Haddad (PT) \| Márcio França (PSB) \| Fed. PSOL REDE / FE Brasil (PT/PCdoB/PV) / PSB / Agir \| Marina Silva (REDE) \| Marina Helou (REDE) \| \| \| SP \| Lúcia França (PSB) \| Márcio França (PSB) \| Fed. PSOL REDE / FE Brasil (PT/PCdoB/PV) / PSB / Agir \| Marina Silva (REDE) \| Marina Helou (REDE) \| \| \| TO \| Karol Chaves (PSOL) \| Lúcia Maria (PSOL) \| Fed. PSOL REDE \| ninguém \| ninguém \| \| \| TO \| Silvio de Sousa (PSOL) \| Lúcia Maria (PSOL) \| Fed. PSOL REDE \| ninguém \| ninguém \| \| |                                         |                                 |                                                                                  |                                    |                                              |  |
| UF | Candidatos(as) a Governador(a) e a Vice | Candidatos(as) a Senadores(as)  | Coligação majoritária (governo e senado)                                         | Deputados(as) federais eleitos(as) | Deputados(as) estaduais eleitos(as)          |  |
| AC | Professor Nilson (PSOL)                 | Sanderson Moura (PSOL)          | Fed. PSOL REDE                                                                   | ninguém                            | ninguém                                      |  |
| AC | Jane Rosas (PSOL)                       | Sanderson Moura (PSOL)          | Fed. PSOL REDE                                                                   | ninguém                            | ninguém                                      |  |
| AL | Cícero Albuquerque (PSOL)               | Mário Agra (PSOL)               | Fed. PSOL REDE                                                                   | ninguém                            | ninguém                                      |  |
| AL | Eliane Silva (PSOL)                     | Mário Agra (PSOL)               | Fed. PSOL REDE                                                                   | ninguém                            | ninguém                                      |  |
| AM | Israel Tuyuka (PSOL)                    | Marília Freire (PSOL)           | Fed. PSOL REDE                                                                   |                                    | ninguém                                      |  |
| AM | Thomaz Barbosa (PSOL)                   | Marília Freire (PSOL)           | Fed. PSOL REDE                                                                   |                                    | ninguém                                      |  |
| AP | ninguém                                 | João Capiberibe (PSB)           | Fed. PSOL REDE / PSB / FE Brasil (PT/PCdoB/PV)                                   | ninguém                            | Victor Amoras (REDE) Fabricio Furlan (REDE)  |  |
| BA | Kleber Rosa (PSOL)                      | Tâmara Azevedo (PSOL)           | Fed. PSOL REDE                                                                   | ninguém                            | ninguém                                      |  |
| BA | Ronaldo Mansur (PSOL)                   | Tâmara Azevedo (PSOL)           | Fed. PSOL REDE                                                                   | ninguém                            | ninguém                                      |  |
| CE | Elmano de Freitas (PT)                  | Camilo Santana (PT)             | Fed. PSOL REDE, FE Brasil (PT/PCdoB/PV) / MDB / PP / PODE / Solidariedade / PRTB | ninguém                            | ninguém                                      |  |
| CE | Jade Romero (MDB)                       | Camilo Santana (PT)             | Fed. PSOL REDE, FE Brasil (PT/PCdoB/PV) / MDB / PP / PODE / Solidariedade / PRTB | ninguém                            | ninguém                                      |  |
| DF | Keka Bagno (PSOL)                       | Pedro Ivo (REDE)                | Fed. PSOL REDE                                                                   | ninguém                            | ninguém                                      |  |
| DF | Toni de Castro (PSOL)                   | Pedro Ivo (REDE)                | Fed. PSOL REDE                                                                   | ninguém                            | ninguém                                      |  |
| ES | Audifax Barcelos (REDE)                 | Nelson Júnior (Avante)          | Fed. PSOL REDE / Solidariedade / Avante / PROS                                   | ninguém                            | ninguém                                      |  |
| ES | Tenente Andressa (Solidariedade)        | Nelson Júnior (Avante)          | Fed. PSOL REDE / Solidariedade / Avante / PROS                                   | ninguém                            | ninguém                                      |  |
| GO | Cintia Dias (PSOL)                      | Manu Jacob (PSOL)               | Fed. PSOL REDE                                                                   | ninguém                            | ninguém                                      |  |
| GO | Edson Braz (REDE)                       | Manu Jacob (PSOL)               | Fed. PSOL REDE                                                                   | ninguém                            | ninguém                                      |  |
| MA | Enilton Rodrigues (PSOL)                | Antonia Cariongo (PSOL)         | Fed. PSOL REDE                                                                   | ninguém                            | ninguém                                      |  |
| MA | Pedra Celestina (PSOL)                  | Antonia Cariongo (PSOL)         | Fed. PSOL REDE                                                                   | ninguém                            | ninguém                                      |  |
| MG | Lorene Figueiredo (PSOL)                | Sara Azevedo (PSOL)             | Fed. PSOL REDE                                                                   | ninguém                            | Lucas Lasmar (REDE)Ana Paula Siqueira (REDE) |  |
| MG | Ana Azevedo (PSOL)                      | Sara Azevedo (PSOL)             | Fed. PSOL REDE                                                                   | ninguém                            | Lucas Lasmar (REDE)Ana Paula Siqueira (REDE) |  |
| MS | Adônis Marcos (PSOL)                    | Anizio Tocchio (PSOL)           | Fed. PSOL REDE                                                                   | ninguém                            | ninguém                                      |  |
| MS | Ilmo Cândido de Oliveira (REDE)         | Anizio Tocchio (PSOL)           | Fed. PSOL REDE                                                                   | ninguém                            | ninguém                                      |  |
| MT | Moisés Franz (PSOL)                     | José Roberto (PSOL)             | Fed. PSOL REDE                                                                   | ninguém                            | ninguém                                      |  |
| MT | Frank Melo (PSOL)                       | José Roberto (PSOL)             | Fed. PSOL REDE                                                                   | ninguém                            | ninguém                                      |  |
| PA | Adolfo Neto (PSOL)                      | apoio informal à Beto Faro (PT) | Fed. PSOL REDE                                                                   | ninguém                            | ninguém                                      |  |
| PA | Vera Rodrigues (PSOL)                   | apoio informal à Beto Faro (PT) | Fed. PSOL REDE                                                                   | ninguém                            | ninguém                                      |  |
| PB | Adjany Simplício (PSOL)                 | Alexandre Soares (PSOL)         | Fed. PSOL REDE / UP                                                              | ninguém                            | Chió (REDE)                                  |  |
| PB | Jardel Queiroz (UP)                     | Alexandre Soares (PSOL)         | Fed. PSOL REDE / UP                                                              | ninguém                            | Chió (REDE)                                  |  |
| PE | João Arnaldo (PSOL)                     | Eugênia Lima (PSOL)             | Fed. PSOL REDE                                                                   | Túlio Gadêlha (REDE)               | ninguém                                      |  |
| PE | Alice Gabino (REDE)                     | Eugênia Lima (PSOL)             | Fed. PSOL REDE                                                                   | Túlio Gadêlha (REDE)               | ninguém                                      |  |
| PI | Madalena Nunes (PSOL)                   | George Magno (PSOL)             | Fed. PSOL REDE                                                                   | ninguém                            | ninguém                                      |  |
| PI | Cynthia Falcão (PSOL)                   | George Magno (PSOL)             | Fed. PSOL REDE                                                                   | ninguém                            | ninguém                                      |  |
| PR | Ângela Machado (PSOL)                   | Laerson Matias (PSOL)           | Fed. PSOL REDE                                                                   | ninguém                            | ninguém                                      |  |
| PR | Sérgio Nakatani (REDE)                  | Laerson Matias (PSOL)           | Fed. PSOL REDE                                                                   | ninguém                            | ninguém                                      |  |
| RJ | Marcelo Freixo (PSB)                    | Alessandro Molon (PSB)          | Fed. PSOL REDE / PSB / Fed. PSDB Cidadania / FE Brasil (PT/PCdoB/PV)             | ninguém                            | ninguém                                      |  |
| RJ | César Maia (PSDB)                       | Alessandro Molon (PSB)          | Fed. PSOL REDE / PSB / Fed. PSDB Cidadania / FE Brasil (PT/PCdoB/PV)             | ninguém                            | ninguém                                      |  |
| RN | Danniel Morais (PSOL)                   | Freitas Jr. (PSOL)              | Fed. PSOL REDE                                                                   | ninguém                            | ninguém                                      |  |
| RN | Ronaldo Tavares (PSOL)                  | Freitas Jr. (PSOL)              | Fed. PSOL REDE                                                                   | ninguém                            | ninguém                                      |  |
| RO | Pimenta de Rondônia (PSOL)              | ninguém                         | Fed. PSOL REDE                                                                   | ninguém                            | ninguém                                      |  |
| RO | Michele Tolentino (PSOL)                | ninguém                         | Fed. PSOL REDE                                                                   | ninguém                            | ninguém                                      |  |
| RR | Fábio Almeida (PSOL)                    | Bartô Macuxi (PSOL)             | Fed. PSOL REDE                                                                   | ninguém                            | ninguém                                      |  |
| RR | Francisco Wapichana (PSOL)              | Bartô Macuxi (PSOL)             | Fed. PSOL REDE                                                                   | ninguém                            | ninguém                                      |  |
| RS | Edegar Pretto (PT)                      | Olívio Dutra (PT)               | Fed. PSOL REDE / FE Brasil (PT/PCdoB/PV)                                         | ninguém                            | ninguém                                      |  |
| RS | Pedro Ruas (PSOL)                       | Olívio Dutra (PT)               | Fed. PSOL REDE / FE Brasil (PT/PCdoB/PV)                                         | ninguém                            | ninguém                                      |  |
| SC | ninguém                                 | Afrânio Boppré (PSOL)           | Fed. PSOL REDE                                                                   | ninguém                            | ninguém                                      |  |
| SE | Niully Campos (PSOL)                    | Henri Clay (PSOL)               | Fed. PSOL REDE                                                                   | ninguém                            | ninguém                                      |  |
| SE | Demétrio Varjão (PSOL)                  | Henri Clay (PSOL)               | Fed. PSOL REDE                                                                   | ninguém                            | ninguém                                      |  |
| SP | Fernando Haddad (PT)                    | Márcio França (PSB)             | Fed. PSOL REDE / FE Brasil (PT/PCdoB/PV) / PSB / Agir                            | Marina Silva (REDE)                | Marina Helou (REDE)                          |  |
| SP | Lúcia França (PSB)                      | Márcio França (PSB)             | Fed. PSOL REDE / FE Brasil (PT/PCdoB/PV) / PSB / Agir                            | Marina Silva (REDE)                | Marina Helou (REDE)                          |  |
| TO | Karol Chaves (PSOL)                     | Lúcia Maria (PSOL)              | Fed. PSOL REDE                                                                   | ninguém                            | ninguém                                      |  |
| TO | Silvio de Sousa (PSOL)                  | Lúcia Maria (PSOL)              | Fed. PSOL REDE                                                                   | ninguém                            | ninguém                                      |  |

| Participação e desempenho da REDE nas eleições estaduais de 2018 |                                         |                                |                                                                                               |                                         |                                               |
| Candidatos majoritários eleitos (3 governadores e 9 senadores). Em negrito estão os candidatos filiados à REDE durante a eleição. Os cargos obtidos na Câmara Federal e nas Assembleias Legislativas são referentes às coligações proporcionais que a REDE compôs. Tais coligações não são necessariamente iguais às coligações majoritárias e geralmente são menores. Não estão listados os futuros suplentes empossados. \| UF \| Candidatos(as) a Governador(a) e a Vice \| Candidatos(as) a Senadores(as) \| Coligação majoritária (governo e senado) \| Deputados(as) federais eleitos(as) — 14 \| Deputados(as) estaduais eleitos(as) — 27 \| \| -- \| --------------------------------------- \| ------------------------------ \| --------------------------------------------------------------------------------------------- \| --------------------------------------- \| --------------------------------------------- \| \| AC \| Janaina Furtado (REDE) \| Minoru Kinpara (REDE) \| nenhuma \| ninguém \| ninguém \| \| AC \| Júlio César Freitas (REDE) \| Minoru Kinpara (REDE) \| nenhuma \| ninguém \| ninguém \| \| AL \| ninguém[165] \| ninguém[165] \| nenhuma \| ninguém \| ninguém \| \| AM \| Wilson Lima (PSC) \| Luiz Castro (REDE) \| REDE / PSC / PRTB \| ninguém \| ninguém \| \| AM \| Carlos Almeida (PRTB) \| Luiz Castro (REDE) \| REDE / PSC / PRTB \| ninguém \| ninguém \| \| AP \| Davi Alcolumbre (DEM) \| Randolfe Rodrigues (REDE) \| REDE / DEM / PP / PODE / PSDB / PSD / PSC / PPL / SD / Avante / Patriota \| 1 Avante \| Victor Amoras (REDE) + 1 PPL \| \| AP \| Silvana Vedovelli (PP) \| Sebastião Bala Rocha (PSDB) \| REDE / DEM / PP / PODE / PSDB / PSD / PSC / PPL / SD / Avante / Patriota \| 1 Avante \| Victor Amoras (REDE) + 1 PPL \| \| BA \| Célia Sacramento (REDE) \| Francisco José (REDE) \| nenhuma \| ninguém \| 1 Patriota \| \| BA \| José Itemário (REDE) \| Francisco José (REDE) \| nenhuma \| ninguém \| 1 Patriota \| \| CE \| liberou militantes[166] \| João Saraiva (REDE) \| nenhuma \| ninguém \| ninguém \| \| DF \| Rodrigo Rollemberg (PSB) \| Leila do Vôlei (PSB) \| REDE / PSB / PCdoB / PV / PDT \| 1 PV \| Leandro Grass (REDE) \| \| DF \| Eduardo Brandão (PV) \| Chico Leite (REDE) \| REDE / PSB / PCdoB / PV / PDT \| 1 PV \| Leandro Grass (REDE) \| \| ES \| Rose de Freitas (PODE) \| Fabiano Contarato (REDE) \| REDE / PODE / PMN / PRTB / MDB / Patriota \| ninguém \| Alexandre Xambinho (REDE) + 1 PMN, 1 Patriota \| \| ES \| Dr. Tanguy (PODE) \| Fabiano Contarato (REDE) \| REDE / PODE / PMN / PRTB / MDB / Patriota \| ninguém \| Alexandre Xambinho (REDE) + 1 PMN, 1 Patriota \| \| GO \| José Eliton (PSDB) \| Marconi Perillo (PSDB) \| REDE / PSDB / PPS / PTB / PSD / SD / PV / PSB / Avante / Patriota \| ninguém \| ninguém \| \| GO \| Raquel Teixeira (PSDB) \| Marconi Perillo (PSDB) \| REDE / PSDB / PPS / PTB / PSD / SD / PV / PSB / Avante / Patriota \| ninguém \| ninguém \| \| MA \| Roberto Rocha (PSDB) \| Zé Reinaldo (PSDB) \| REDE / PSDB / PHS / PMN / PODE / DC \| 1 PODE \| ninguém \| \| MA \| Graça Paz (PSDB) \| Alexandre Almeida (PSDB) \| REDE / PSDB / PHS / PMN / PODE / DC \| 1 PODE \| ninguém \| \| MG \| João Batista Mares (REDE) \| Kaka Menezes (REDE) \| REDE / PRTB \| ninguém \| Ana Paula Siqueira (REDE) + 1 PRTB \| \| MG \| Dr. Giovanni (REDE) \| Kaka Menezes (REDE) \| REDE / PRTB \| ninguém \| Ana Paula Siqueira (REDE) + 1 PRTB \| \| MS \| Marcelo Bluma (PV) \| Mário Fonseca (PCdoB) \| REDE / PV / PCdoB \| ninguém \| ninguém \| \| MS \| Ana Maria Bernardelli (REDE) \| Mário Fonseca (PCdoB) \| REDE / PV / PCdoB \| ninguém \| ninguém \| \| MT \| Arthur Nogueira (REDE) \| Sebastião Carlos (REDE) \| REDE / PPL \| ninguém \| ninguém \| \| MT \| Sadi da ONG (PPL) \| Aladir Leite (PPL) \| REDE / PPL \| ninguém \| ninguém \| \| PA \| ninguém \| ninguém \| nenhuma \| ninguém \| ninguém \| \| PB \| João Azevêdo (PSB) \| Veneziano Vital (PSB) \| REDE / PSB / PTB / PT / DEM / PR / PODE / PRP / PMN / PRB / PCdoB / PPS / PDT / PROS / Avante \| ninguém \| Chió (REDE) + 2 PPS \| \| PB \| Lígia Feliciano (PDT) \| Luiz Couto (PT) \| REDE / PSB / PTB / PT / DEM / PR / PODE / PRP / PMN / PRB / PCdoB / PPS / PDT / PROS / Avante \| ninguém \| Chió (REDE) + 2 PPS \| \| PE \| Júlio Lóssio (REDE) \| Pastor Jairinho (REDE) \| nenhuma \| ninguém \| ninguém \| \| PE \| Luciano Bezerra (REDE) \| Adriana Rocha (REDE) \| nenhuma \| ninguém \| ninguém \| \| PI \| Elmano Férrer (PODE) \| ninguém \| REDE / PODE / PV / PRP / PHS / Avante / Patriota / PPS / PMB \| ninguém \| 1 PV, 1 PPS \| \| PI \| Luiz Ayrton Júnior (PV) \| ninguém \| REDE / PODE / PV / PRP / PHS / Avante / Patriota / PPS / PMB \| ninguém \| 1 PV, 1 PPS \| \| PR \| Jorge Bernardi (REDE) \| Flávio Arns (REDE) \| REDE / PPL / DC \| ninguém \| 1 PPL \| \| PR \| Juliano Murbach (PPL) \| Flávio Arns (REDE) \| REDE / PPL / DC \| ninguém \| 1 PPL \| \| RJ \| Romário (PODE) \| Miro Teixeira (REDE) \| PODE / PR / REDE / PMB / PPL / PRP / PRB / PTC / Patriota \| ninguém \| ninguém \| \| RJ \| Marcelo Delaroli (PR) \| Miro Teixeira (REDE) \| PODE / PR / REDE / PMB / PPL / PRP / PRB / PTC / Patriota \| ninguém \| ninguém \| \| RN \| Freitas Júnior (REDE) \| Styvenson Valentim (REDE) \| nenhuma \| ninguém \| ninguém \| \| RN \| Flávio Rebouças (REDE) \| João Napoleão (REDE) \| nenhuma \| ninguém \| ninguém \| \| RO \| Vinicius Miguel (REDE) \| Aluízio Vidal Flor (REDE) \| REDE / PPS / PRP \| ninguém \| ninguém \| \| RO \| Jayme Gilmar Kalb (PPS) \| João Bosco Costa (PPS) \| REDE / PPS / PRP \| ninguém \| ninguém \| \| RR \| Telmário Mota (PTB) \| Júlio Martins (PTB) \| REDE / PTB / PV / PT \| Joênia Wapixana (REDE) \| 1 PT, 1 PTB \| \| RR \| Evandro Moreira (PTB) \| Rudson Leite (PV) \| REDE / PTB / PV / PT \| Joênia Wapixana (REDE) \| 1 PT, 1 PTB \| \| RS \| Eduardo Leite (PSDB) \| Luis Carlos Heinze (PP) \| REDE / PSDB / PTB / PP / PRB / PHS / PPS \| 4 PP, 2 PSDB, 2 PTB, 1 PRB \| 4 PSDB, 1 PPS \| \| RS \| Ranolfo Vieira Júnior (PTB) \| Mário Bernd (PPS) \| REDE / PSDB / PTB / PP / PRB / PHS / PPS \| 4 PP, 2 PSDB, 2 PTB, 1 PRB \| 4 PSDB, 1 PPS \| \| SC \| Rogério Portanova (REDE) \| Miriam Prochnow (REDE) \| nenhuma \| ninguém \| ninguém \| \| SC \| Regina Santos (REDE) \| Diego Mezzogiorno (REDE) \| nenhuma \| ninguém \| ninguém \| \| SE \| Dr. Emerson (REDE) \| Alessandro Vieira (REDE) \| nenhuma \| ninguém \| Georgeo Passos (REDE), Kitty Lima (PPS) \| \| SE \| Américo de Deus (REDE) \| Alessandro Vieira (REDE) \| nenhuma \| ninguém \| Georgeo Passos (REDE), Kitty Lima (PPS) \| \| SP \| Cláudio Fernando (PMN) \| Pedro Henrique (REDE) \| PMN / REDE \| ninguém \| Marina Helou (REDE) \| \| SP \| Roberto Campos (REDE) \| Moira Lázaro (REDE) \| PMN / REDE \| ninguém \| Marina Helou (REDE) \| \| TO \| Márlon Reis (REDE) \| Irajá Abreu (PSD) \| PDT / REDE / PV / PSD / PCdoB / PT / PTB / PRTB \| 1 PT \| 2 PV \| \| TO \| José Geraldo (PTB) \| Paulo Mourão (PT) \| PDT / REDE / PV / PSD / PCdoB / PT / PTB / PRTB \| 1 PT \| 2 PV \| |                                         |                                |                                                                                               |                                         |                                               |
| UF | Candidatos(as) a Governador(a) e a Vice | Candidatos(as) a Senadores(as) | Coligação majoritária (governo e senado)                                                      | Deputados(as) federais eleitos(as) — 14 | Deputados(as) estaduais eleitos(as) — 27      |
| AC | Janaina Furtado (REDE)                  | Minoru Kinpara (REDE)          | nenhuma                                                                                       | ninguém                                 | ninguém                                       |
| AC | Júlio César Freitas (REDE)              | Minoru Kinpara (REDE)          | nenhuma                                                                                       | ninguém                                 | ninguém                                       |
| AL | ninguém                                 | ninguém                        | nenhuma                                                                                       | ninguém                                 | ninguém                                       |
| AM | Wilson Lima (PSC)                       | Luiz Castro (REDE)             | REDE / PSC / PRTB                                                                             | ninguém                                 | ninguém                                       |
| AM | Carlos Almeida (PRTB)                   | Luiz Castro (REDE)             | REDE / PSC / PRTB                                                                             | ninguém                                 | ninguém                                       |
| AP | Davi Alcolumbre (DEM)                   | Randolfe Rodrigues (REDE)      | REDE / DEM / PP / PODE / PSDB / PSD / PSC / PPL / SD / Avante / Patriota                      | 1 Avante                                | Victor Amoras (REDE) + 1 PPL                  |
| AP | Silvana Vedovelli (PP)                  | Sebastião Bala Rocha (PSDB)    | REDE / DEM / PP / PODE / PSDB / PSD / PSC / PPL / SD / Avante / Patriota                      | 1 Avante                                | Victor Amoras (REDE) + 1 PPL                  |
| BA | Célia Sacramento (REDE)                 | Francisco José (REDE)          | nenhuma                                                                                       | ninguém                                 | 1 Patriota                                    |
| BA | José Itemário (REDE)                    | Francisco José (REDE)          | nenhuma                                                                                       | ninguém                                 | 1 Patriota                                    |
| CE | liberou militantes                      | João Saraiva (REDE)            | nenhuma                                                                                       | ninguém                                 | ninguém                                       |
| DF | Rodrigo Rollemberg (PSB)                | Leila do Vôlei (PSB)           | REDE / PSB / PCdoB / PV / PDT                                                                 | 1 PV                                    | Leandro Grass (REDE)                          |
| DF | Eduardo Brandão (PV)                    | Chico Leite (REDE)             | REDE / PSB / PCdoB / PV / PDT                                                                 | 1 PV                                    | Leandro Grass (REDE)                          |
| ES | Rose de Freitas (PODE)                  | Fabiano Contarato (REDE)       | REDE / PODE / PMN / PRTB / MDB / Patriota                                                     | ninguém                                 | Alexandre Xambinho (REDE) + 1 PMN, 1 Patriota |
| ES | Dr. Tanguy (PODE)                       | Fabiano Contarato (REDE)       | REDE / PODE / PMN / PRTB / MDB / Patriota                                                     | ninguém                                 | Alexandre Xambinho (REDE) + 1 PMN, 1 Patriota |
| GO | José Eliton (PSDB)                      | Marconi Perillo (PSDB)         | REDE / PSDB / PPS / PTB / PSD / SD / PV / PSB / Avante / Patriota                             | ninguém                                 | ninguém                                       |
| GO | Raquel Teixeira (PSDB)                  | Marconi Perillo (PSDB)         | REDE / PSDB / PPS / PTB / PSD / SD / PV / PSB / Avante / Patriota                             | ninguém                                 | ninguém                                       |
| MA | Roberto Rocha (PSDB)                    | Zé Reinaldo (PSDB)             | REDE / PSDB / PHS / PMN / PODE / DC                                                           | 1 PODE                                  | ninguém                                       |
| MA | Graça Paz (PSDB)                        | Alexandre Almeida (PSDB)       | REDE / PSDB / PHS / PMN / PODE / DC                                                           | 1 PODE                                  | ninguém                                       |
| MG | João Batista Mares (REDE)               | Kaka Menezes (REDE)            | REDE / PRTB                                                                                   | ninguém                                 | Ana Paula Siqueira (REDE) + 1 PRTB            |
| MG | Dr. Giovanni (REDE)                     | Kaka Menezes (REDE)            | REDE / PRTB                                                                                   | ninguém                                 | Ana Paula Siqueira (REDE) + 1 PRTB            |
| MS | Marcelo Bluma (PV)                      | Mário Fonseca (PCdoB)          | REDE / PV / PCdoB                                                                             | ninguém                                 | ninguém                                       |
| MS | Ana Maria Bernardelli (REDE)            | Mário Fonseca (PCdoB)          | REDE / PV / PCdoB                                                                             | ninguém                                 | ninguém                                       |
| MT | Arthur Nogueira (REDE)                  | Sebastião Carlos (REDE)        | REDE / PPL                                                                                    | ninguém                                 | ninguém                                       |
| MT | Sadi da ONG (PPL)                       | Aladir Leite (PPL)             | REDE / PPL                                                                                    | ninguém                                 | ninguém                                       |
| PA | ninguém                                 | ninguém                        | nenhuma                                                                                       | ninguém                                 | ninguém                                       |
| PB | João Azevêdo (PSB)                      | Veneziano Vital (PSB)          | REDE / PSB / PTB / PT / DEM / PR / PODE / PRP / PMN / PRB / PCdoB / PPS / PDT / PROS / Avante | ninguém                                 | Chió (REDE) + 2 PPS                           |
| PB | Lígia Feliciano (PDT)                   | Luiz Couto (PT)                | REDE / PSB / PTB / PT / DEM / PR / PODE / PRP / PMN / PRB / PCdoB / PPS / PDT / PROS / Avante | ninguém                                 | Chió (REDE) + 2 PPS                           |
| PE | Júlio Lóssio (REDE)                     | Pastor Jairinho (REDE)         | nenhuma                                                                                       | ninguém                                 | ninguém                                       |
| PE | Luciano Bezerra (REDE)                  | Adriana Rocha (REDE)           | nenhuma                                                                                       | ninguém                                 | ninguém                                       |
| PI | Elmano Férrer (PODE)                    | ninguém                        | REDE / PODE / PV / PRP / PHS / Avante / Patriota / PPS / PMB                                  | ninguém                                 | 1 PV, 1 PPS                                   |
| PI | Luiz Ayrton Júnior (PV)                 | ninguém                        | REDE / PODE / PV / PRP / PHS / Avante / Patriota / PPS / PMB                                  | ninguém                                 | 1 PV, 1 PPS                                   |
| PR | Jorge Bernardi (REDE)                   | Flávio Arns (REDE)             | REDE / PPL / DC                                                                               | ninguém                                 | 1 PPL                                         |
| PR | Juliano Murbach (PPL)                   | Flávio Arns (REDE)             | REDE / PPL / DC                                                                               | ninguém                                 | 1 PPL                                         |
| RJ | Romário (PODE)                          | Miro Teixeira (REDE)           | PODE / PR / REDE / PMB / PPL / PRP / PRB / PTC / Patriota                                     | ninguém                                 | ninguém                                       |
| RJ | Marcelo Delaroli (PR)                   | Miro Teixeira (REDE)           | PODE / PR / REDE / PMB / PPL / PRP / PRB / PTC / Patriota                                     | ninguém                                 | ninguém                                       |
| RN | Freitas Júnior (REDE)                   | Styvenson Valentim (REDE)      | nenhuma                                                                                       | ninguém                                 | ninguém                                       |
| RN | Flávio Rebouças (REDE)                  | João Napoleão (REDE)           | nenhuma                                                                                       | ninguém                                 | ninguém                                       |
| RO | Vinicius Miguel (REDE)                  | Aluízio Vidal Flor (REDE)      | REDE / PPS / PRP                                                                              | ninguém                                 | ninguém                                       |
| RO | Jayme Gilmar Kalb (PPS)                 | João Bosco Costa (PPS)         | REDE / PPS / PRP                                                                              | ninguém                                 | ninguém                                       |
| RR | Telmário Mota (PTB)                     | Júlio Martins (PTB)            | REDE / PTB / PV / PT                                                                          | Joênia Wapixana (REDE)                  | 1 PT, 1 PTB                                   |
| RR | Evandro Moreira (PTB)                   | Rudson Leite (PV)              | REDE / PTB / PV / PT                                                                          | Joênia Wapixana (REDE)                  | 1 PT, 1 PTB                                   |
| RS | Eduardo Leite (PSDB)                    | Luis Carlos Heinze (PP)        | REDE / PSDB / PTB / PP / PRB / PHS / PPS                                                      | 4 PP, 2 PSDB, 2 PTB, 1 PRB              | 4 PSDB, 1 PPS                                 |
| RS | Ranolfo Vieira Júnior (PTB)             | Mário Bernd (PPS)              | REDE / PSDB / PTB / PP / PRB / PHS / PPS                                                      | 4 PP, 2 PSDB, 2 PTB, 1 PRB              | 4 PSDB, 1 PPS                                 |
| SC | Rogério Portanova (REDE)                | Miriam Prochnow (REDE)         | nenhuma                                                                                       | ninguém                                 | ninguém                                       |
| SC | Regina Santos (REDE)                    | Diego Mezzogiorno (REDE)       | nenhuma                                                                                       | ninguém                                 | ninguém                                       |
| SE | Dr. Emerson (REDE)                      | Alessandro Vieira (REDE)       | nenhuma                                                                                       | ninguém                                 | Georgeo Passos (REDE), Kitty Lima (PPS)       |
| SE | Américo de Deus (REDE)                  | Alessandro Vieira (REDE)       | nenhuma                                                                                       | ninguém                                 | Georgeo Passos (REDE), Kitty Lima (PPS)       |
| SP | Cláudio Fernando (PMN)                  | Pedro Henrique (REDE)          | PMN / REDE                                                                                    | ninguém                                 | Marina Helou (REDE)                           |
| SP | Roberto Campos (REDE)                   | Moira Lázaro (REDE)            | PMN / REDE                                                                                    | ninguém                                 | Marina Helou (REDE)                           |
| TO | Márlon Reis (REDE)                      | Irajá Abreu (PSD)              | PDT / REDE / PV / PSD / PCdoB / PT / PTB / PRTB                                               | 1 PT                                    | 2 PV                                          |
| TO | José Geraldo (PTB)                      | Paulo Mourão (PT)              | PDT / REDE / PV / PSD / PCdoB / PT / PTB / PRTB                                               | 1 PT                                    | 2 PV                                          |

### Eleições presidenciais
| Ano                                                                             | Imagem | Candidato(a) a Presidente      | Candidato(a) a Vice-Presidente | Coligação                                                                                | Votos               | Posição |
| ------------------------------------------------------------------------------- | ------ | ------------------------------ | ------------------------------ | ---------------------------------------------------------------------------------------- | ------------------- | ------- |
| 2018                                                                            |        | Marina Silva (REDE)            | Eduardo Jorge (PV)             | Unidos para Transformar o Brasil (REDE e PV)                                             | 1.069.538 (1,00%)   | 8ª      |
| Segundo turno: recomendou não votar no candidato vitorioso Jair Bolsonaro (PSL) |        |                                |                                |                                                                                          |                     |         |
| 2022                                                                            |        | Luiz Inácio Lula da Silva (PT) | Geraldo Alckmin (PSB)          | Brasil da Esperança (FE Brasil, PSB, Solidariedade, Fed. PSOL REDE, Avante, Agir e PROS) | 60.345.999 (50,90%) | 1ª      |